# Drosophila lutea
Drosophila lutea är en tvåvingeart som först beskrevs av Christian Rudolph Wilhelm Wiedemann 1830.  Drosophila lutea ingår i släktet Drosophila och familjen daggflugor.
Artens utbredningsområde är Västindien.